# Rue Zborovská
 (septembre 2023).
La rue Zborovská  est une voie de Prague.
Elle relie les rues Lidická et Svornosti à Smíchov avec la rue Vítězná à Malá Strana, et s'étend presque perpendiculairement du sud au nord du pont Palacký au pont des Légions à environ 100 mètres de la rive de la Vltava.

## Origine du nom
Elle porte le nom de la ville de Zborov en Ukraine, site de la bataille de Zborov. 
Le nom original de la rue était « Královská třída ».

## Bâtiments remarquables et lieux de mémoire
La rue compte des édifices et institutions importantes : 
- Au numéro 7, la Maison nationale de Smichov, édifice Art nouveau de 1908, centre culturel et social ;
- Au numéro 11 le bureau régional de Bohême-Centrale et le parquet ;
- Au numéro 45 le gymnazium Christian Doppler axé sur les mathématiques et la physique.
- Au numéro 42, la maison néo-Renaissance construite en 1885 par le célèbre architecte Antonín Wiehl, est protégée en tant que monument culturel.
- Les édifices néo-Renaissance au numéro 64[1] et au numéro 66[2].

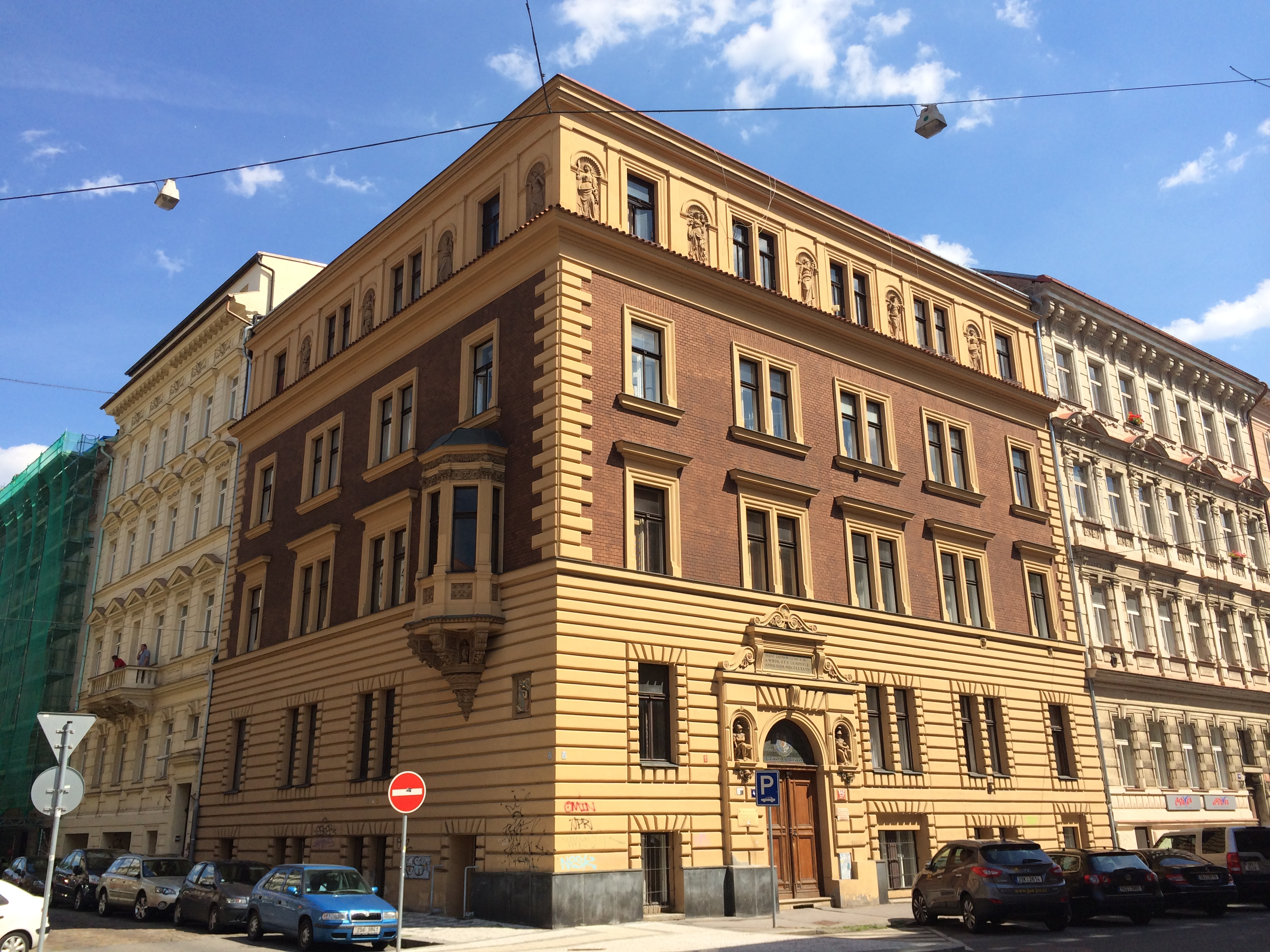
Maison néo-Renaissance au n°42
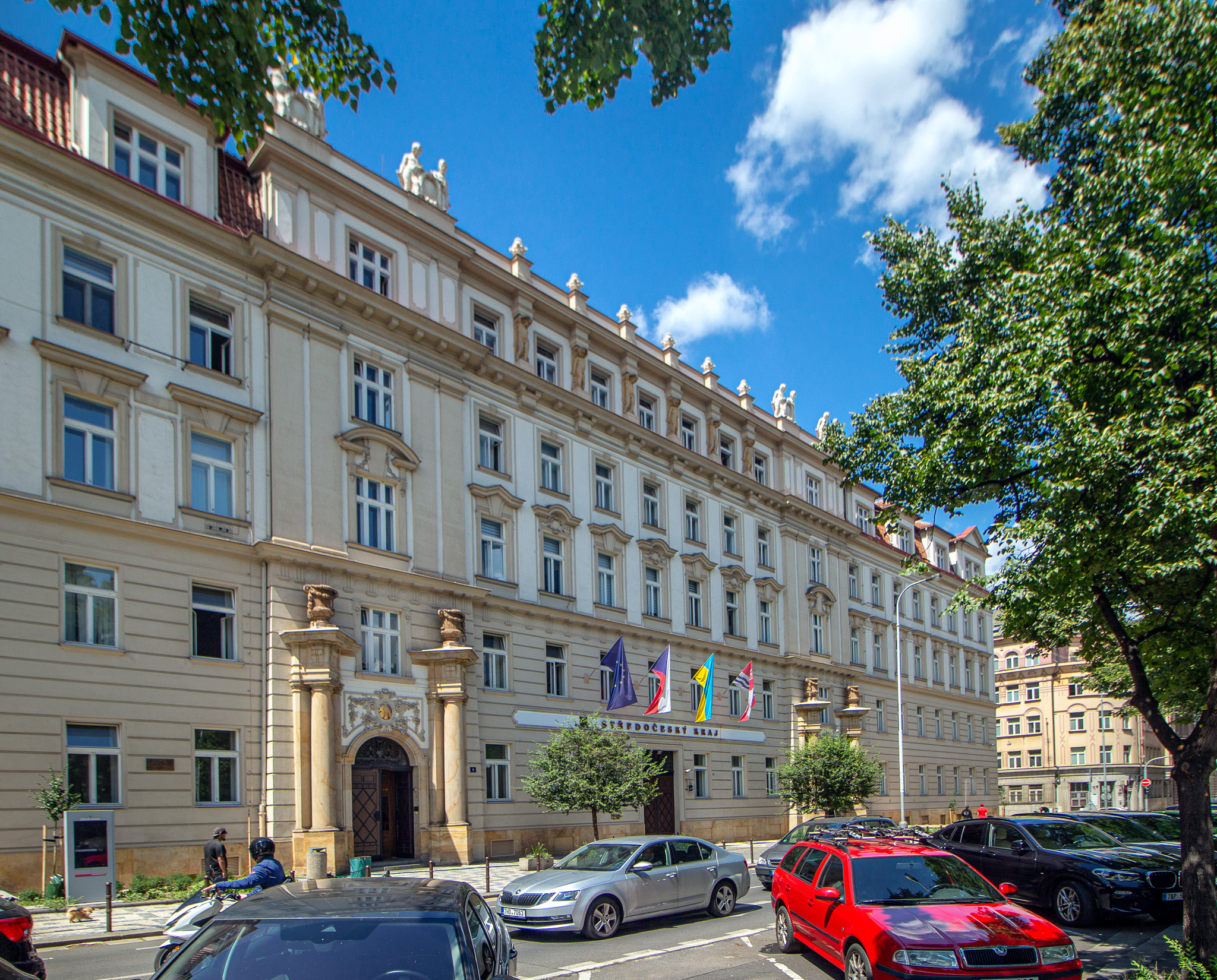
Bureau de région
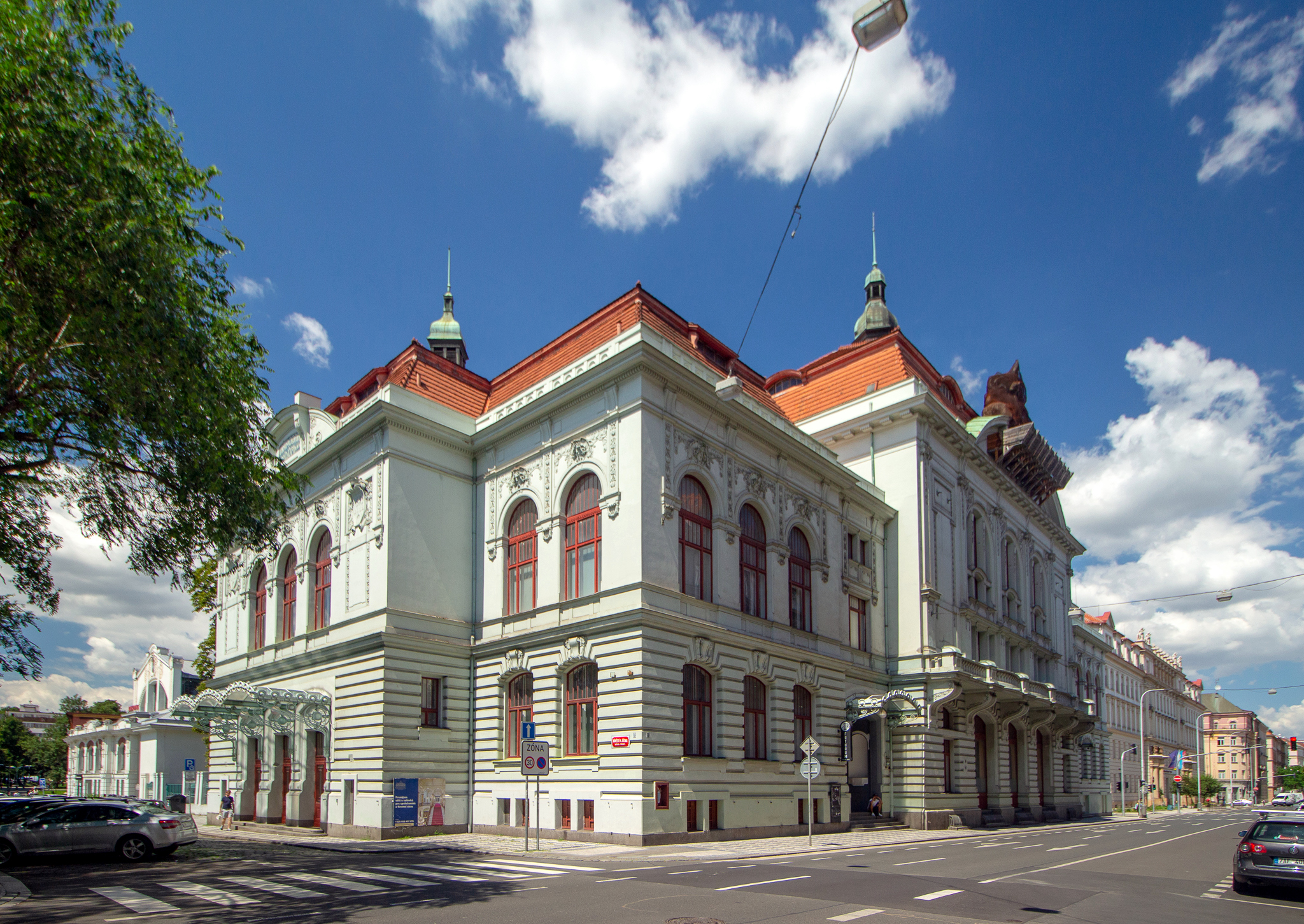
Maison nationale
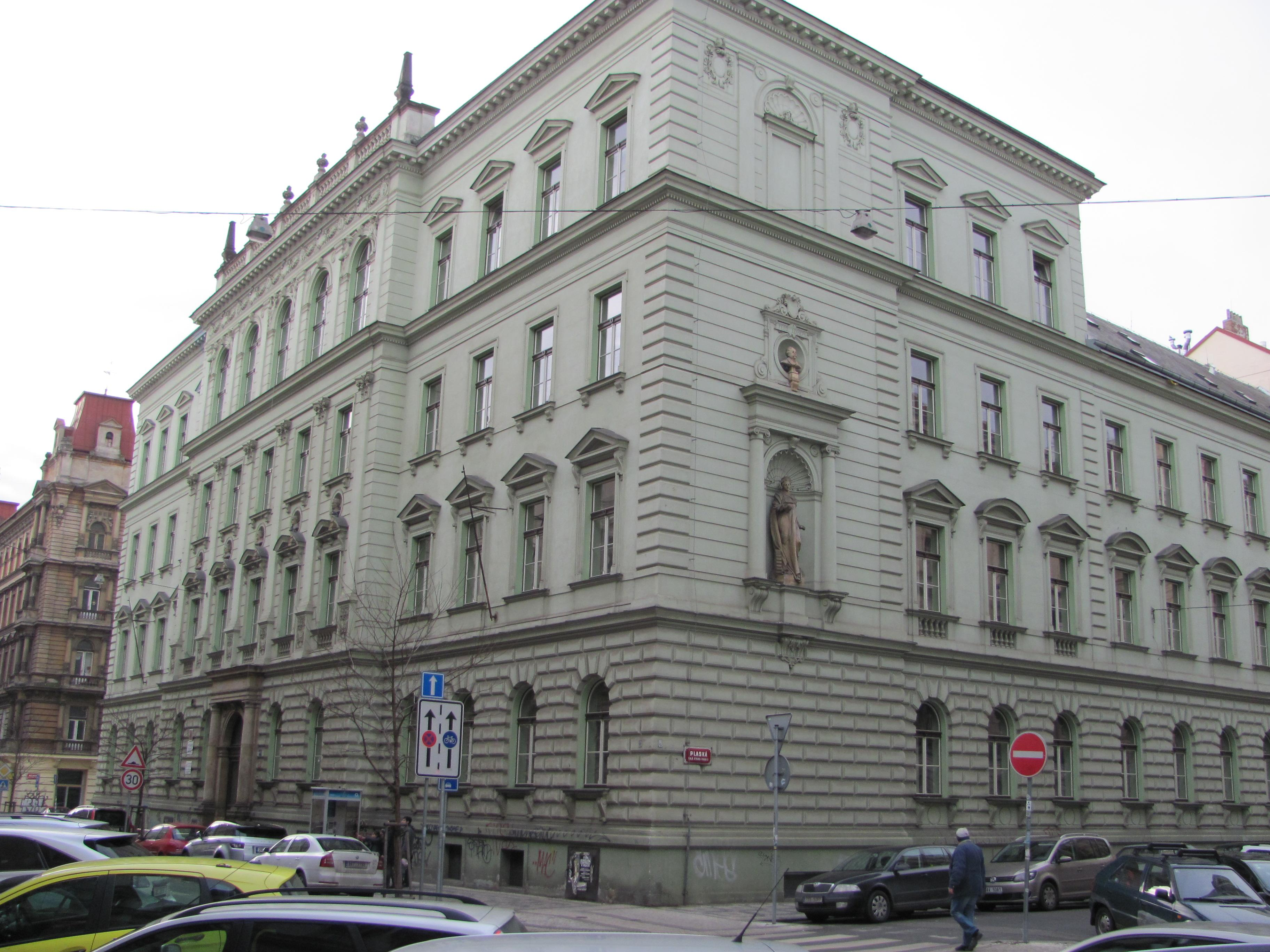
Gymnazium Christian Doppler
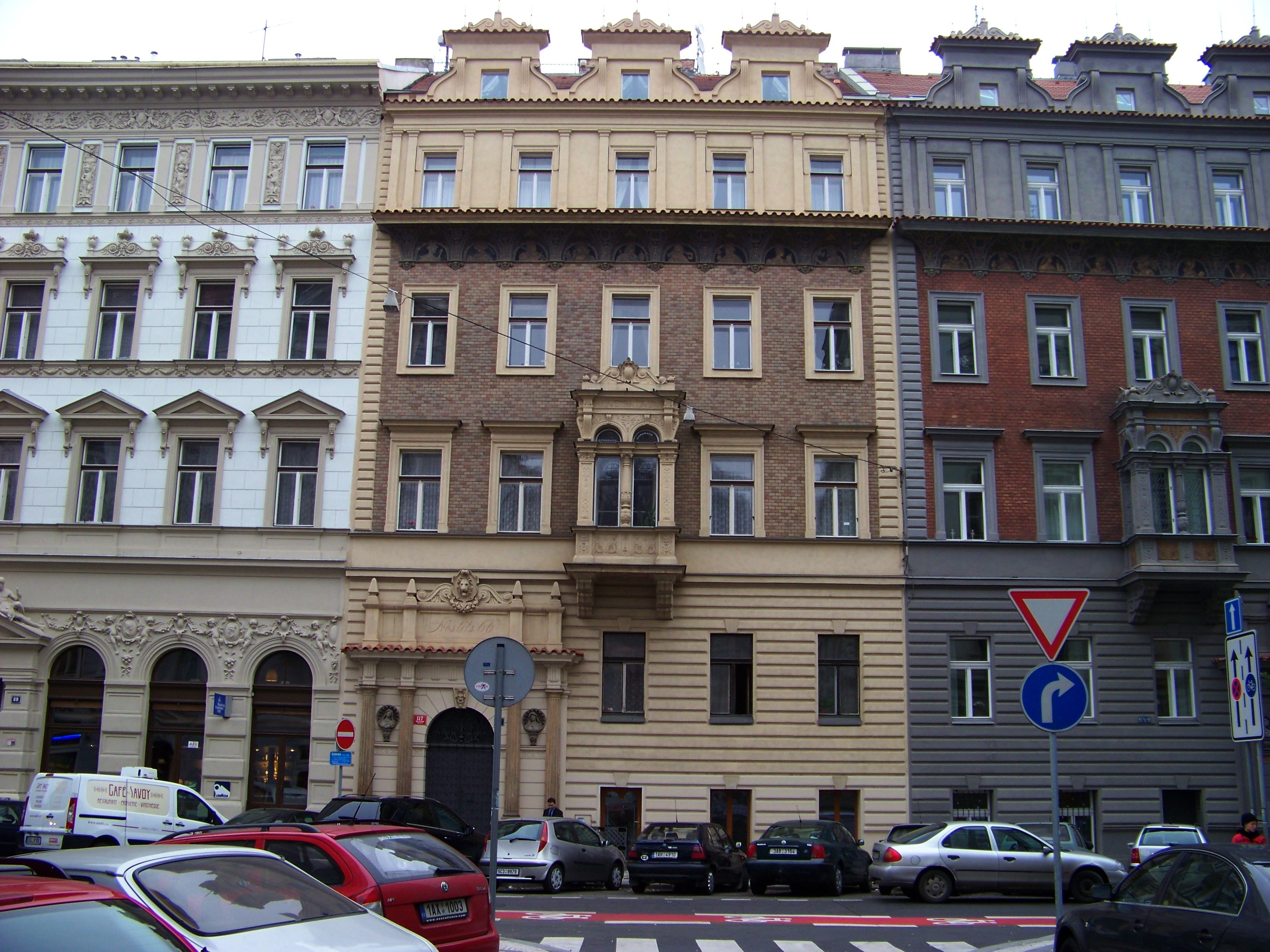
Immeubles aux 64-68

## Source de traduction
- (cz) Cet article est partiellement ou en totalité issu de l’article de Wikipédia en tchèque intitulé « Zborovská (Praha) » (voir la liste des auteurs).